# (1983) Bok
Pour les articles homonymes, voir Bok.
(1983) Bok (aussi nommé 1975 LB) est un astéroïde de la ceinture principale, découvert le 9 juin 1975 à l'observatoire de Kitt Peak dans l'Arizona. 
Il a été nommé en hommage à Bart Bok et Priscilla Fairfield Bok, astronomes américains.